# ستان هوف
ستان هوف (بالإنجليزية: Stan Hough)‏ هو منتج أفلام ومخرج أمريكي، ولد في 23 يوليو 1918، وتوفي في 23 فبراير 1990.

## وصلات خارجية
- ستان هوف على موقع IMDb (الإنجليزية)
- ستان هوف على موقع ألو سيني (الفرنسية)
- ستان هوف على موقع أول موفي (الإنجليزية)
- ستان هوف على موقع قاعدة بيانات الأفلام السويدية (السويدية)
- ستان هوف على موقع قاعدة بيانات الفيلم (الإنجليزية)
- ستان هوف على موقع كينوبويسك (الروسية)